# Laxness (cràter)
Laxness és un cràter d'impacte en el planeta Mercuri de 25,89 km de diàmetre. Porta el nom de l'escriptor islandès Halldór Laxness (1902-1998), i el seu nom va ser aprovat per la Unió Astronòmica Internacional el 2013.